# Brottsoffermyndigheten

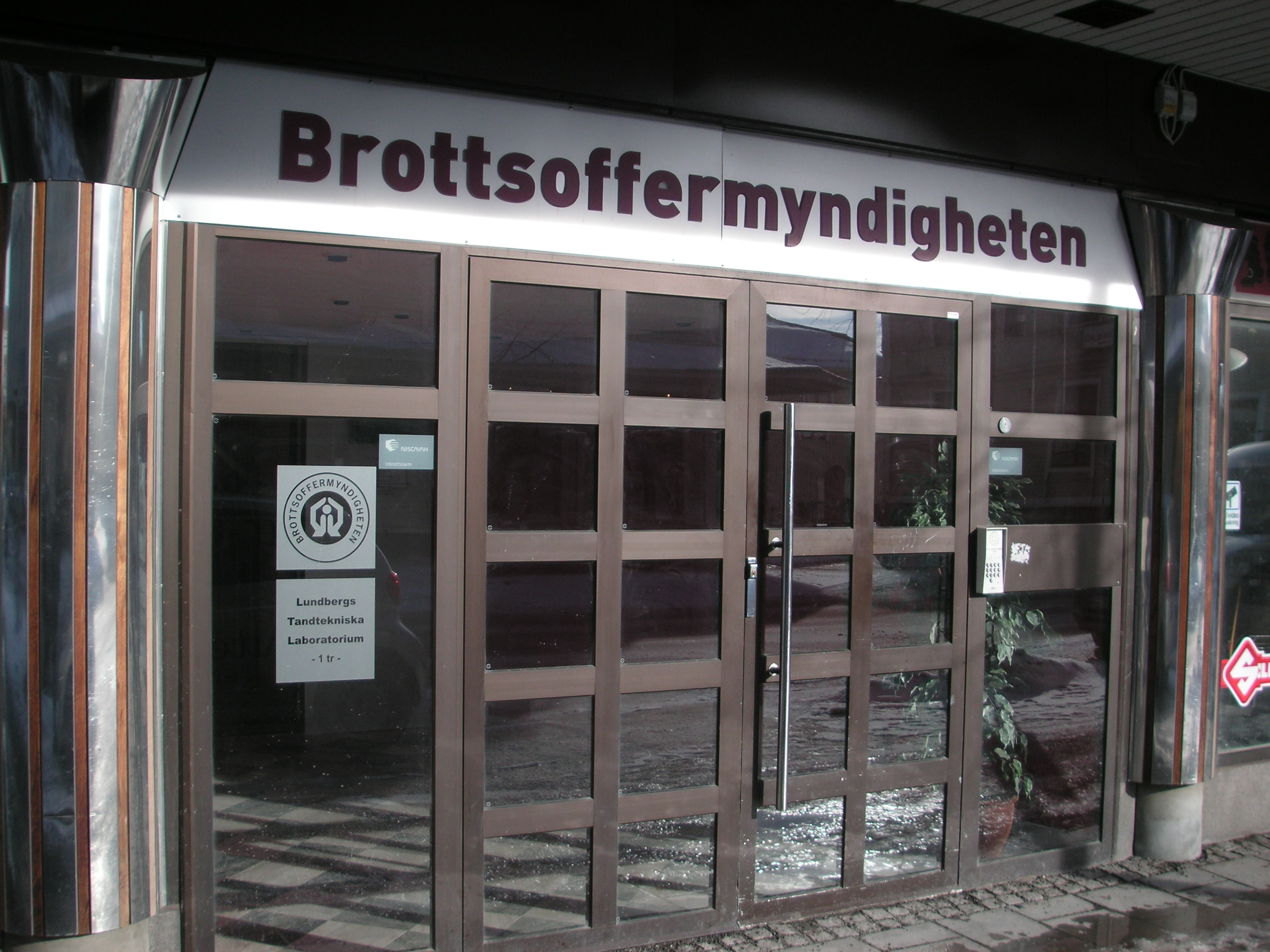
Sitz des Brottsoffermyndigheten ist Umeå

Brottsoffermyndigheten (Staatliches Amt für Kriminalitätsopfer) ist eine nationale schwedische Behörde, die 1994 gegründet wurde. Die Behörde hat 58 Angestellte, der Hauptsitz ist in Umeå.

## Aufgaben
Die Aufgaben der Behörde sind unter anderem die Information der Bevölkerung darüber, wie man sich als Opfer einer Straftat verhalten soll, wie eine polizeiliche Ermittlung vor sich geht und was bei einer Gerichtsverhandlung geschieht. Zum Zuständigkeitsbereich der Behörde gehört auch die Auszahlung von Schadensersatz an Opfer einer Straftat, wenn der Täter dazu nicht in der Lage oder unbekannt ist. Es wird jedoch in der Regel kein Schadensersatz für Sachschäden gezahlt. Die Behörde entwirft und vertreibt auch Informationsmaterial zur Vorbeugung von und Fakten über Straftaten. Auch werden Forschungsprojekte z. B. zur Viktimologie unterstützt. Die Behörde ist auch für die Zeugenhelfer (vittnesstöd) verantwortlich, die Zeugen bei Gerichtsverfahren begleiten und ihnen zur Seite stehen.

## Finanzierung
Die Einnahmen betrugen 2015 42,9 Millionen Kronen (ca. 4,6 Millionen Euro). Die Finanzierung geschieht durch staatliche Mittel; die Forschungsaktivitäten werden durch eine obligatorische Abgabe von verurteilten Straftätern in Höhe von 800 Kronen (ca. 90 Euro) finanziert. Träger einer elektronischen Fußfessel zahlen 80 Kronen (ca. 9 Euro) pro Tag.